# Gyllenkronad tangara
Gyllenkronad tangara (Iridosornis rufivertex) är en fågel i familjen tangaror inom ordningen tättingar.

## Utseende
Gyllenkronad tangara är en metadels mörkt koboltblå fågel, med svart huvud och gyllengul hjässa. I större delen av utbredningsområdet har den även rostfärgade undre stjärttäckare.

## Utbredning och systematik
Gyllenkronad tangara förekommer i Anderna från Colombia till östra Peru. Den delas in i fyra underarter med följande utbredning:
- Iridosornis rufivertex caeruleoventris – västra och centrala Anderna i nordvästra Colombia
- Iridosornis rufivertex ignicapillus – västra och centrala Anderna i sydvästra Colombia
- Iridosornis rufivertex rufivertex – östra Anderna i Colombia, sydvästra Venezuela, östra Ecuador, östra Peru
- Iridosornis rufivertex subsimilis – västra Andernas västsluttning i Ecuador

## Levnadssätt
Gyllenkronad tangara hittas i Andernas tempererade zon där den är ovanlig. Den ses enstaka eller i par i bergskogars undervegetation och buskiga skogsbryn upp till trädgränsen. Ibland slår den följe med kringvandrande artblandade flockar.

## Status
Arten har ett stort utbredningsområde och beståndet anses stabilt. Internationella naturvårdsunionen IUCN listar den därför som livskraftig (LC).